# Krokev (heraldika)

Krokev

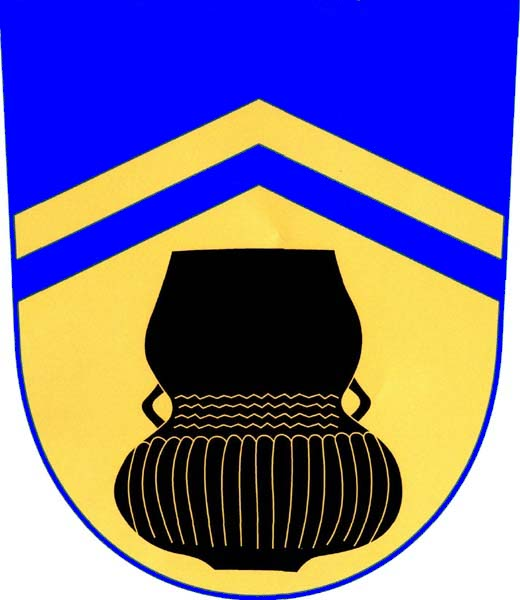
Znak Knovízu

Krokev je heroldská figura, která je tvořená stříškou – obráceným písmenem V. Jedná se o jeden z nejjednodušších geometrických útvarů, a proto je velmi často užíván. Bývá také často kombinována s jinými figurami nebo se ve znaku nachází zdvojená. V českém prostředí ve svém znaku krokev používá např. Knovíz.